# Tal Hadad
Tal Hadad (in ebraico טל חדד‎?; Ramat Gan, 29 maggio 1971) è un'ex cestista israeliana.

## Carriera
Con Israele ha disputato i Campionati europei del 1991.